# 九龍巴士74X線
九龍巴士74X線是香港一條來往大埔中心及觀塘碼頭的巴士路線，途經大埔墟、廣福邨、大老山隧道、鑽石山站（回程）、彩虹邨、九龍灣、牛頭角及觀塘市中心。
74X線亦設有多個特別班次，包括下列：
- 74B線，於星期一至五上午由大埔中心單向開往觀塘碼頭，以及星期一至五黃昏由九龍灣單向開往大埔中心，途經大埔墟、廣福邨、大老山隧道、九龍灣商貿區及觀塘商貿區，回程更經彩虹邨、新蒲崗及鑽石山站。
- 74C線，由九龍坑單向開往觀塘碼頭，途經大窩西支路、太和邨、富亨邨、大老山隧道、彩虹邨、九龍灣、牛頭角及觀塘市中心，只於星期一至五上午繁忙時間提供服務。
- 74D線，來往九龍坑及觀塘碼頭，途經大窩西支路、太和邨、大埔墟、廣福邨、白石角、香港科學園、大老山隧道、彩虹邨、九龍灣、牛頭角及觀塘市中心。
- 74E線，來往大美督及觀塘碼頭，途經汀角路、鳳園、大老山隧道、彩虹邨、九龍灣、牛頭角及觀塘市中心，回程更經大埔中心及怡雅苑，只於星期一至五上、下午繁忙時間提供服務。
- 74F線，來往觀塘碼頭及香港教育大學，途經觀塘市中心、牛頭角、九龍灣、彩虹邨、大老山隧道、大埔海濱公園及大埔工業邨，只於星期一至五上、下午繁忙時間提供服務。
- 74P線，來往大埔中心及觀塘碼頭，途經廣福邨、白石角、香港科學園、大老山隧道、彩虹邨、九龍灣、牛頭角及觀塘市中心，只於星期一至五上、下午繁忙時間提供服務。
- 274X線，由觀塘碼頭單向開往大埔中心，途經觀塘市中心、牛頭角、九龍灣、大老山隧道、廣福邨及大埔墟，不經彩虹邨、新蒲崗及鑽石山，只停靠啟泰苑後直接駛去觀塘繞道進入大老山隧道的特別快線，只於平日下午繁忙時間提供服務。
- T74線，來往林錦公路（梧桐寨）及觀塘碼頭，途經太和邨、大埔墟、運頭塘邨、大老山隧道、九龍灣商貿區及觀塘商貿區，只於星期一至五上、下午繁忙時間提供服務。

## 簡介及歷史
- 1985年9月26日：配合吐露港公路正式通車，74X線開辦，早期途經獅子山隧道及黃大仙，是整個新界區首兩條特快線（另一路線為同日開辦的72X），並以兩軸雙層巴士行走，分別是利蘭勝利二型（G）（上水車廠）、丹尼士喝采型（N）（九龍灣車廠）及利蘭奧林比安（BL）；由於大埔區人口增長迅速，於次年首先引入都城嘉慕都城型（S3M）11米三軸巴士行走，80年代末期主要使用利蘭奧林比安（S3BL）、以及丹尼士巨龍（S3N）行走本線。
- 1988年9月27日：配合開源道改道，往大埔方向改經偉業街、敬業街及成業街西行，再駛入開源道北行往觀塘道。
- 1989年10月16日：往大埔方向不經裕民坊。
- 1991年6月27日：配合大老山隧道通車，原黃大仙的服務由75X線代替。雖然服務範圍縮小，但因行車時間減少而更受歡迎。
- 1991年8月12日：因307開辦，本路線善用307收車的空調巴士提供空調服務（分別是利蘭奧林比安11米（AL）及丹尼士巨龍11米（AD）），成為首條大埔來往九龍提供冷熱混合路線，由於當時空調巴士不像現時普及，車費達到$7.5與非空調巴士的車費$4.7相差頗遠，自然不太受歡迎，認為是上等人士的專利品。
- 1996年10月25日：由於有不少乘客投訴大老山隧道的空氣質素欠佳，九巴決定於當日起轉為全空調巴士服務，同時改派當時為新車型的富豪奧林比安12米空調巴士行走，降低空調巴士全程車費，為九巴首條由普通空調混合改為全空調服務而沒有改編號的路線[1]。
- 2006年11月5日：配合開源道改道改為全線南行，往大埔方向改經成業街東行、茶果嶺道及鯉魚門道，再駛入觀塘道。
- 2007年6月18日：往大埔方向試驗在茶果嶺道加停成業街休憩公園，為期三個月。
- 2007年9月26日：經九巴和運輸署商議後，當日頭班車起往大埔方向在茶果嶺道加停成業街休憩公園，以方便麗港城的居民。
- 2012年2月18日：配合74A觀塘區總站縮短至啟業，增設該路線八達通卡轉乘優惠。
- 2013年8月26日：因70X停辨，九巴宣布74C線（九龍坑→觀塘碼頭）投入服務，由九龍坑開出時間為星期一至五7:00、7:20、7:40、8:00，公眾假期除外。
- 2014年6月30日：開辦74B線（九龍灣→大埔中心），開出時間為星期一至五18:15，公眾假期除外；同日起，原由九龍灣站開出之特別班次改為由觀塘碼頭開出，不經彩虹、新蒲崗及鑽石山站。
- 2014年10月27日：74B線班次增加至3班，開出時間分別為18:05、18:15及18:25[2]。
- 2014年12月29日：74X系列路線作出以下改動：
  - 74C線於07:00及08:00開出的班次加停大埔公路廣福邨站，07:20及07:40開出的班次則維持不變[3]。
  - 新增74D線，來往九龍坑及觀塘碼頭，途經香港科學園，每日服務。
  - 新增74P線，由觀塘碼頭單開往大埔中心，途經香港科學園，開出時間為星期一至五08:00，公眾假期除外。
- 2015年6月27日：74P及74X線增設到站時間預報。[4]
- 2015年9月5日：74B，74C及74D線增設到站時間預報。[5]
- 2016年12月12日：74X系列路線作出以下改動：
  - 74B線往大埔中心之班次擴展服務時間至17:45-19:15，並增設早上繁忙時間由大埔中心經九龍灣商貿區及觀塘商貿區單向開往觀塘碼頭的班次。
  - 74E線開辦，由大美督單向前往觀塘碼頭，只於星期一至五早上繁忙時間服務。
  - 74X線由觀塘碼頭前往大埔中心（不經彩虹、新蒲崗及鑽石山）之特別班次獲獨立編號為274X線，並大幅加密星期一至五班次[6][7][8]。
- 2018年10月22日：74X線往觀塘碼頭方向在牛池灣三山國王廟外近坪石邨通道增設「坪石邨黃石樓」站。[9]，並於同日起修訂班次。
- 2018年10月29日：74D線將加密每日由九龍坑開出16:00至18:00時段至30分鐘一班，每日由觀塘碼頭開出尾車時間則延長至22:25。[10]
- 2018年12月21日至12月26日：74D線增設由香港科學園開往觀塘碼頭的特別服務。
- 2019年1月14日：74E線增設星期一至五上午一班車，以及星期一至五17:50由觀塘碼頭開往大美督的班次。[11]
- 2019年7月29日：T74線開辦。[12]
- 2019年12月30日：74F線開辦。[13]
- 2020年11月30日：
  - 74P線提升為上、下午繁忙時間雙向服務:
    - 上午往大埔中心方向增設兩班車，往觀塘碼頭方向增設一班車，下午各方向增設一班車。
    - 下午增設由香港科學園開出往觀塘碼頭方向的特別班次。
    - 大埔區走線改經南運路及安埔路來往大埔中心，不再途經大埔墟。

  - 74D、74P線增加分站：
    - 來回增加馬料水公眾碼頭分站。[14]
    - 往觀塘碼頭方向增加創新路分站。[15]
- 2021年5月31日：74F增至兩班車，新增班次開出時間為07:45。有關安排原定試行至2021年9月30日，其後改為永久實施。
- 2021年9月20日：74B及274X提早頭班車。74B開出時間提早至17:30；274X開出時間提早至17:20
- 2021年9月27日：74P來回各增加1班。
- 2022年8月29日：74E往大美督的班次增至兩班車[16]。
- 2022年10月31日：74F線增設星期一至五17:40及18:00由香港教育大學開往觀塘碼頭的班次。[17]
- 2023年5月15日：74F線往觀塘碼頭方向改經大發街及汀角路，不經大鴻街、大華街及大福街，並於汀角路西行增設「大埔大發街」及「魚角」站。[18]
- 2023年7月10日：74X線取消星期一至五下午繁忙時間往大埔中心方向的服務，由74B及274X線加強服務取代。[19]
- 2024年1月6日：74B及74X線往大埔中心方向不再繞經新蒲崗公共交通總站，改經鑽石山（彩虹道）公共運輸交匯處。[20]
- 2024年12月2日：74C線所有班次劃一途經大埔太和路及完善路前往吐露港公路，不經廣福邨。
- 2025年3月17日：T74線由太和延長至梧桐寨（白牛石），同時改經運頭塘而不經新達廣場及廣福邨；因應路程延長，提早開出時間至07:10；逢星期一至五下午繁忙時間新增由觀塘碼頭開往梧桐寨（白牛石）之回程服務，開出時間為17:55。

## 服務時間及班次
74X常規班次
| 大埔中心開       | 大埔中心開  | 大埔中心開   | 觀塘碼頭開       | 觀塘碼頭開                       | 觀塘碼頭開                       |
| 日期             | 服務時間    | 班次（分鐘） | 日期             | 服務時間                         | 班次（分鐘）                     |
| ---------------- | ----------- | ------------ | ---------------- | -------------------------------- | -------------------------------- |
| 星期一至五       | 05:30-05:54 | 8            | 星期一至五       | 05:40-06:10                      | 10                               |
| 星期一至五       | 05:54-06:01 | 7            | 星期一至五       | 06:10-06:47                      | 7/8                              |
| 星期一至五       | 06:01-06:55 | 6            | 星期一至五       | 06:47-07:53                      | 11                               |
| 星期一至五       | 06:55-10:04 | 4/5          | 星期一至五       | 07:53-08:08                      | 15                               |
| 星期一至五       | 10:04-10:22 | 6            | 星期一至五       | 08:08-09:18                      | 10                               |
| 星期一至五       | 10:22-16:14 | 7/8          | 星期一至五       | 09:18-09:33                      | 7/8                              |
| 星期一至五       | 16:14-17:38 | 6            | 星期一至五       | 09:33-09:58                      | 5                                |
| 星期一至五       | 17:38-17:46 | 8            | 星期一至五       | 09:58-15:36                      | 7/8                              |
| 星期一至五       | 17:46-21:46 | 10           | 星期一至五       | 15:36-17:00                      | 6                                |
| 星期一至五       | 21:46-23:10 | 12           | 星期一至五       | 17:00-19:13由74B和274X線提供服務 | 17:00-19:13由74B和274X線提供服務 |
|                  |             |              | 星期一至五       | 19:13-21:14                      | 5/6                              |
| 21:14-22:58      | 6/7         |              | 星期一至五       |                                  |                                  |
| 22:58-23:35      | 12/13       |              | 星期一至五       |                                  |                                  |
| 23:35-00:20      | 15          |              | 星期一至五       |                                  |                                  |
| 星期六           | 05:30-17:00 | 4-8          | 星期六           | 05:40-09:04                      | 8-10                             |
| 星期六           | 17:00-23:10 | 7-10         | 星期六           | 09:04-23:38                      | 4-8                              |
| 星期六           | 23:10-00:10 | 15           | 星期六           | 23:38-00:20                      | 10-12                            |
| 星期日及公眾假期 | 05:30-08:30 | 10-12        | 星期日及公眾假期 | 05:40-07:58                      | 12-15                            |
| 星期日及公眾假期 | 08:30-17:12 | 5-8          | 星期日及公眾假期 | 07:58-10:30                      | 8-10                             |
| 星期日及公眾假期 | 17:12-23:10 | 7-10         | 星期日及公眾假期 | 10:30-23:12                      | 5-7                              |
| 星期日及公眾假期 | 23:10-00:10 | 15           | 星期日及公眾假期 | 23:12-00:20                      | 10-12                            |

74X特別班次
- 星期一至六：
  - 運頭塘邨開：07:00、07:30、07:50、08:10、08:25、08:40
  - 廣福邨開：07:30、07:50、08:10

74B
| 大埔中心開  | 大埔中心開  | 大埔中心開   | 九龍灣開   | 九龍灣開    | 九龍灣開     |
| 日期        | 服務時間    | 班次（分鐘） | 日期       | 服務時間    | 班次（分鐘） |
| ----------- | ----------- | ------------ | ---------- | ----------- | ------------ |
| 星期一至五  | 07:30-08:00 | 10           | 星期一至五 | 17:10-17:30 | 10           |
|             |             |              | 星期一至五 | 17:30-17:54 | 8            |
| 17:54-18:00 | 6           |              | 星期一至五 |             |              |
| 18:00-18:30 | 7-8         |              | 星期一至五 |             |              |
| 18:30-19:00 | 10          |              | 星期一至五 |             |              |
| 19:15       |             |              | 星期一至五 |             |              |

74C
- 九龍坑開：
  - 星期一至五：07:00、07:20、07:40、08:00

74D
| 每日九龍坑開 | 每日九龍坑開 | 每日九龍坑開 | 每日九龍坑開 | 每日九龍坑開 | 每日九龍坑開 |
| ------------ | ------------ | ------------ | ------------ | ------------ | ------------ |
| 09:00        | 10:00        | 11:00        | 12:00        | 13:00        | 14:00        |
| 15:00        | 16:00        | 16:30        | 17:00        | 17:30        | 18:00        |
| 19:00        | 20:00        | 21:00        |              |              |              |

| 每日觀塘碼頭開 | 每日觀塘碼頭開 | 每日觀塘碼頭開 | 每日觀塘碼頭開 | 每日觀塘碼頭開 | 每日觀塘碼頭開 |
| -------------- | -------------- | -------------- | -------------- | -------------- | -------------- |
| 10:00          | 10:25          | 11:25          | 12:25          | 13:25          | 14:25          |
| 15:25          | 16:25          | 17:25          | 18:25          | 19:25          | 20:25          |
| 21:25          | 22:25          |                |                |                |                |

74E
- 星期一至五：
  - 大美督開：07:00、07:15、07:30
  - 觀塘碼頭開：17:50、18:10

74F
- 星期一至五：
  - 觀塘碼頭開：07:00、07:15、07:30
  - 香港教育大學開：17:40、18:00

74P
- 星期一至五：
  - 大埔中心開：07:15、07:30、07:45、18:05
  - 觀塘碼頭開：08:00、08:15、17:55、18:15
  - 香港科學園開：18:10

274X
| 觀塘碼頭開 | 觀塘碼頭開          | 觀塘碼頭開          |
| 日期       | 服務時間            | 班次（分鐘）        |
| ---------- | ------------------- | ------------------- |
| 星期一至五 | 17:04-17:25         | 7                   |
| 星期一至五 | 17:28               |                     |
| 星期一至五 | 17:28-17:52         | 4                   |
| 星期一至五 | 17:52-19:07         | 5                   |
| 星期六     | 17:40、17:55、18:10 | 17:40、17:55、18:10 |

T74
- 星期一至五：
  - 梧桐寨開：07:10
  - 觀塘碼頭開：17:55

74X特別班次及274X星期日及公眾假期不設服務
74B、74C、74E、74F、74P及T74星期六、日及公眾假期不設服務

## 收費
| 路線               | 全程收費 | 分段收費 |
| ------------------ | -------- | --- |
| （2）74X／74B／74P | $11.5    | - 過大老山隧道後往觀塘碼頭：$7.4 （不適用於274X線） - 大老山隧道往大埔中心：$11.0 - 廣福邨往大埔中心：$5.4                                      |
| 74C／74D           | $16.2    | - 三渡坑往觀塘碼頭：$11.5 - 過大老山隧道後往觀塘碼頭：$7.4 - 大老山隧道往九龍坑：$13.5（只適用於74D線） - 廣福邨往九龍坑：$7.3（只適用於74D線） |
| 74E                | $16.2    | - 過大老山隧道後往觀塘碼頭：$7.4 - 大老山隧道往大美督：$13.5 - 大埔中心第五期往大美督：$6.7                                                     |
| 74F                | $16.2    | - 過大老山隧道後往觀塘碼頭：$7.4 - 大老山隧道往香港教育大學：$13.1 - 大埔海濱公園往香港教育大學：$5.6                                           |
| T74                | $14.9    | - 過大老山隧道後往觀塘碼頭：$7.4 - 運頭塘邨運亨樓往梧桐寨：$6.7                                                                                 |

| - 本線設有12歲以下小童及65歲或以上長者半價優惠。 - 65歲或以上香港居民使用「樂悠咭」，以及12歲以下合資格殘疾兒童使用「殘疾人士身份」個人八達通繳付車資，均可享有每程$2.0或半價（以較低者為準）的票價優惠；12至64歲合資格殘疾人士使用「殘疾人士身份」個人八達通（包括「樂悠咭」），以及60至64歲香港居民使用「樂悠咭」繳付車資，均可享有每程$2.0或全費（以較低者為準）的票價優惠。 - 65歲或以上長者如使用長者或一般個人八達通繳付車資，則只可享有半價優惠；12至64歲合資格殘疾人士如不使用「殘疾人士身份」個人八達通，以及60至64歲人士如不使用「樂悠咭」繳付車資，必須繳付全費。 - 乘客可以現金或八達通於上車時付款，不設找續。 - 每位成人乘客可免費攜帶最多兩名4歲以下而不佔座位的兒童乘客乘車，超額之4歲以下小童必須繳付小童車費乘車。 - 持有「九巴月票」之乘客在車票有效期內，每日可享最多10程任何九龍巴士及龍運巴士路線（包括本路線，以及聯營路線的九龍巴士／龍運巴士提供的班次；惟乘搭機場「A」及「NA」線則可享原價二七折優惠（不會計算每天10次合資格車程））；而B1線則每日可享最多各2程（不會計算每天10次合資格車程）。 - 九龍巴士、城巴、龍運巴士及陽光巴士全職員工及家屬（不包括外判職員）可免費乘搭本路線，惟必須拍職員或職員家屬八達通。 - 乘客亦可透過多元化電子支付系統（e度嘟）繳付車資，包括使用非接觸式VISA卡、JCB卡、萬事達卡、銀聯卡、美國運通、大來國際、Discover Card、Apple Pay、Google Pay、Samsung Pay、AlipayHK「易乘碼」、支付寶、WeChatHK／微信支付「搭車碼」、銀聯雲閃付「乘車碼」及BOC Pay「乘車碼」。乘客使用此付款方式，使用此支付方式的乘客可享有中途下車之分段收費，以及與其他九巴／龍運獨營路線或聯營線九巴／龍運班次之轉乘優惠，惟不適用於與非九巴／龍運路線之轉乘優惠，亦不能享有「公共交通費用補貼計劃」及「長者及合資格殘疾人士公共交通票價優惠計劃」。 |

### 八達通轉乘優惠
乘客登上本線後150分鐘內以同一張八達通卡轉乘以下路線，或從以下路線登車後150分鐘內以同一張八達通卡轉乘本線，次程可獲車資折扣優惠（只適用於成人八達通，使用殘疾人士身分八達通部分組合或沒有轉乘優惠，而要多付$2車費）：
74X/74B/74C/74D/74P/274X←→71K，次程可獲$4.2折扣優惠
- 74X/74B/74P往大埔中心或74D往九龍坑 → 71K
- 71K → 74X/74C/74D往觀塘碼頭

74X/74B/74C/74D/74P/274X←→九龍市區路線，次程可獲$4.2折扣優惠
- 74X/74C/74D往觀塘碼頭 → 3M、13M、14B、15A、16M、23M、28B或29M
- 3M、13M、14B、15A、16M、23M、28B或29M → 74X/74B/74P/274X往大埔中心或74D往九龍坑

74X/74B/74C/74D/74P/274X←→14X
- 74X/74C/74D往觀塘碼頭 → 14X往鯉魚門，次程可獲$4.4折扣優惠
- 14X往尖沙咀 → 74X/74B/74P/274X往大埔中心或74D往九龍坑，次程可獲$7.4折扣優惠

74X/74B/74C/74D/74P/274X←→將軍澳、西貢及清水灣，次程可獲$4.2折扣優惠
- 74X/74C/74D往觀塘碼頭 → 91、91M/91P、92、98、98A、290/290A、290X或296A往將軍澳、西貢及清水灣
- 91、91M/91P、92、98、98A、290、290A、290X或296A往九龍 → 74X/74B/74P/274X往大埔中心或74D往九龍坑

74X/74B/74C/74D/74E/74F/74P/274X/T74←→任何九巴大老山隧道日間非過海隧道路線，次程可獲$4.2折扣優惠

## 使用車輛
之前因為創紀之城五期巴士總站容積所限（只有兩條雙線坑道），加上客量相當龐大，因此只許使用載客量較高的12米雙層巴士行走，2020年10月，本線獲批准使用12.8米巴士行走。
現時本線獲派24輛亞歷山大丹尼士Enviro 500 MMC（ATENU）及24輛富豪B8L（2輛12米V6B及22輛12.8米V6X），共48輛雙層空調巴士，僅次於2004年重組前的269C線，並與277X線一同成為九巴用車最多的路線。
為配合車務運作，現時此路線與74D及274X線共用車隊，三線用車或需互跳。
| 車隊編號  | 車牌   |
| --------- | ------ |
| ATENU937  | TZ8549 |
| ATENU938  | TZ8786 |
| ATENU945  | UA1728 |
| ATENU961  | UA5848 |
| ATENU1035 | UC6645 |
| ATENU1058 | UD5171 |
| ATENU1059 | UD5498 |
| ATENU1062 | UD5700 |
| ATENU1064 | UD5841 |
| ATENU1085 | UD6962 |
| ATENU1151 | UH7697 |
| ATENU1163 | UJ1653 |
| ATENU1166 | UJ2132 |
| ATENU1176 | UJ3296 |
| ATENU1177 | UJ3732 |
| ATENU1179 | UJ4232 |
| ATENU1194 | UK9758 |
| ATENU1202 | UR3729 |
| ATENU1204 | UR4031 |
| ATENU1584 | VS2603 |
| ATENU1596 | VS4376 |
| ATENU1609 | VT 852 |
| ATENU1610 | VT 856 |
| V6X15     | XA1642 |
| V6X41     | XE1957 |
| V6X43     | XE1324 |
| V6X44     | XE2139 |
| V6X46     | XE 843 |
| V6X47     | XE 722 |
| V6X49     | XE1386 |
| V6X53     | XE2171 |
| V6X55     | XE2097 |
| V6X64     | XE1978 |
| V6X70     | XE1149 |
| V6X71     | XE 927 |
| V6X80     | XG5915 |
| V6X81     | XG5809 |
| V6X82     | XG4552 |
| V6X84     | XG6537 |
| V6X86     | XG6882 |
| V6X97     | XH2091 |
| V6X98     | XH2196 |
| V6X100    | XH7527 |
| V6X105    | XH8571 |
| V6X106    | XH9179 |
| V6X115    | YC 790 |
| V6B88     | WG1832 |
| V6B92     | WG7006 |

## 行車路線
（2）74X/B
大埔中心開經：安慈路、安祥路、寶鄉橋、寶鄉街、廣福道、大埔公路—元洲仔段、吐露港公路、大老山公路、大老山隧道、斧山道、迴旋處、斧山道天橋、彩虹道、太子道東、觀塘道、開源道及觀塘碼頭通道。
由運頭塘開出的特別班次經豐運路、達運道、南運路，然後返回大埔公路—元洲仔段74X常規班次原線。
74B依74X常規班次原線至大老山隧道後，改經太子道東、觀塘道、偉業街、啟祥道、宏照道、常悅道、常怡道、宏照道、海濱道、順業街及偉業街，然後返回觀塘碼頭通道。
觀塘碼頭開經：偉業街、敬業街、成業街、茶果嶺道、觀塘道、apm（創紀之城）巴士總站、觀塘道、彩虹交匯處、龍翔道、彩虹道、鑽石山（彩虹道）公共運輸交匯處、彩虹道、斧山道天橋、斧山道、鳳德道、龍蟠街、鑽石山站公共運輸交匯處、龍蟠街、大磡道、大老山隧道、大老山公路、吐露港公路、大埔公路—元洲仔段、廣福道、寶鄉街、寶鄉橋、安祥路及安慈路。
274X不經斜體字之街道，改經觀塘繞道。
74B由九龍灣開出後，經常悅道、宏照道、啟祥道、偉業街，然後返回觀塘道74X常規班次原線。
74C
九龍坑開經：大窩西支路、林錦交匯處、大埔公路—大窩段、寶雅路、汀角路、南運路、大埔太和路、完善路、吐露港公路、大老山公路、大老山隧道、斧山道、迴旋處、斧山道天橋、彩虹道、彩虹通道、太子道東、觀塘道、開源道及觀塘碼頭通道。
74D/P
九龍坑開經：大窩西支路、林錦交匯處、大埔公路—大窩段、寶雅路、汀角路、大埔太和路、寶鄉橋、寶鄉街、廣福道、大埔公路—元洲仔段、吐露港公路、創新路、科學園路、大老山公路、大老山隧道、斧山道、迴旋處、斧山道天橋、彩虹道、彩虹通道、太子道東、觀塘道、開源道及觀塘碼頭通道。
74P由大埔中心開出後，經安埔路、南運路，然後返回大埔公路—元洲仔段74D常規班次原線，不經斜體字之街道。
由香港科學園開出的特別班次經科技大道西、科研路，然後返回創新路74P常規班次原線。
觀塘碼頭開經：偉業街、敬業街、成業街、茶果嶺道、觀塘道、apm（創紀之城）巴士總站、觀塘道、彩虹交匯處、龍翔道、大老山隧道、大老山公路、澤祥街、科學園路、創新路、吐露港公路、大埔公路—元洲仔段、廣福道、寶鄉街、寶鄉橋、大埔太和路、汀角路、寶雅路、大埔公路—大窩段、林錦交匯處及大窩西支路。
74P依74D常規班次原線至大埔公路—元洲仔段後，改經南運路及安埔路前往大埔中心，不經斜體字之街道。
74E
大美督開經：大美督路、汀角路、鳳園路、鳳園總站、鳳園路、汀角路、完善路、吐露港公路、大老山公路、大老山隧道、斧山道、迴旋處、斧山道天橋、彩虹道、彩虹邨通道、太子道東、觀塘道、開源道及觀塘碼頭通道。
觀塘碼頭開經：偉業街、敬業街、成業街、茶果嶺道、觀塘道、apm（創紀之城）巴士總站、觀塘道、彩虹交匯處、龍翔道、大老山隧道、大老山公路、吐露港公路、完善路、大埔太和路、南運路、汀角路、鳳園路、鳳園總站、鳳園路、汀角路及大美督路。
74F
觀塘碼頭開經：偉業街、敬業街、成業街、茶果嶺道、觀塘道、apm（創紀之城）巴士總站、觀塘道、彩虹交匯處、龍翔道、大老山隧道、大老山公路、吐露港公路、完善路、汀角路、大發街、大昌街、大埔工業邨巴士總站、大貴街、汀角路、露輝路及露屏路。
香港教育大學開經：露屏路、露輝路、汀角路、大貴街、大昌街、大發街、汀角路、完善路、吐露港公路、大老山公路、大老山隧道、斧山道、迴旋處、斧山道天橋、彩虹道、彩虹邨通道、太子道東、觀塘道、開源道及觀塘碼頭通道。
T74
梧桐寨開經：林錦公路、林錦交匯處、大埔公路—大窩段、寶雅路、汀角路、安慈路、安祥路、寶鄉橋、寶鄉街、廣福道、運頭街、南運路、達運道、豐運路、運頭塘邨巴士總站、豐運路、達運道、吐露港公路、大老山公路、大老山隧道、太子道東、觀塘道、偉業街、啟祥道、宏照道、常悅道、宏光道、啟福道、常怡道、宏照道、海濱道、順業街、偉業街及觀塘碼頭通道。
觀塘碼頭開經：偉業街、常悅道、宏照道、啟祥道、偉業街、觀塘道、龍翔道、大老山隧道、大老山公路、吐露港公路、達運道、南運路、運頭街、鄉事會街、寶鄉街、安祥路、安慈路、汀角路、寶雅路、大埔公路—大窩段、林錦交匯處及林錦公路。

### 沿線車站
（2）74X
| 大埔中心開 | 大埔中心開                    | 大埔中心開         | 觀塘碼頭開 | 觀塘碼頭開                       | 觀塘碼頭開                     |
| 序號       | 車站名稱                      | 街道               | 序號       | 車站名稱                         | 街道                           |
| ---------- | ----------------------------- | ------------------ | ---------- | -------------------------------- | ------------------------------ |
| 1#         | 大埔中心巴士總站              | 大埔中心巴士總站   | 1          | 觀塘碼頭巴士總站                 | 觀塘碼頭巴士總站               |
| 2#         | 安祥路                        | 安祥路             | 2          | 敬業街                           | 敬業街                         |
| 3#         | 廣福道轉車站（Y2）            | 廣福道轉車站（Y2） | 3          | 成業街休憩公園                   | 茶果嶺道                       |
| 4#         | 運頭角里                      | 廣福道             | 4          | apm創紀之城5期（D3）             | 觀塘道                         |
| @          | 運頭塘邨                      | 運頭塘邨巴士總站   | 5          | 觀塘轉車站-創紀之城（B1）        | 觀塘道                         |
| 5@         | 廣福邨                        | 大埔公路—元洲仔段  | 6          | 定富街                           | 觀塘道                         |
| 6          | 大老山隧道（A2）              | 大老山公路         | 7          | 牛頭角下邨                       | 觀塘道                         |
| 7          | 彩虹轉車站-彩虹邨碧海樓（M4） | 彩虹邨通道         | 8          | 德福花園                         | 觀塘道                         |
| 8          | 坪石邨黃石樓                  | 觀塘道             | 9          | 九龍灣站                         | 觀塘道                         |
| 9          | 啟業邨                        | 觀塘道             | 10         | 啟泰苑                           | 觀塘道                         |
| 10         | 九龍灣站（東九文化中心）      | 觀塘道             | 11^        | 牛池灣轉車站－彩虹邨紅萼樓（H7） | 龍翔道                         |
| 11         | 牛頭角下邨                    | 觀塘道             | 12^        | 啟翔苑                           | 鑽石山（彩虹道）公共運輸交匯處 |
| 12         | 觀塘道休憩處                  | 觀塘道             | 13^        | 志蓮淨苑                         | 鳳德道                         |
| 13         | 牛頭角站（V2）                | 觀塘道             | 14^        | 鑽石山站                         | 鑽石山站公共運輸交匯處         |
| 14         | 觀塘轉車站-觀塘市中心（T1）   | 觀塘道             | 15         | 大老山隧道（B1）                 | 大老山公路                     |
| 15         | 開源道                        | 開源道             | 16         | 廣福邨                           | 大埔公路—元洲仔段              |
| 16         | 觀塘碼頭巴士總站              | 觀塘碼頭巴士總站   | 17         | 廣福道轉車站（A2）               | 廣福道轉車站（A2）             |
|            |                               |                    | 18         | 廣福道轉車站-寶鄉橋（B2）        | 寶鄉街                         |
| 19         | 安祥路                        | 安祥路             |            |                                  |                                |
| 20         | 大埔中心巴士總站              | 大埔中心巴士總站   |            |                                  |                                |

- 註：

1. 274X 不停有 ^ 號之分站

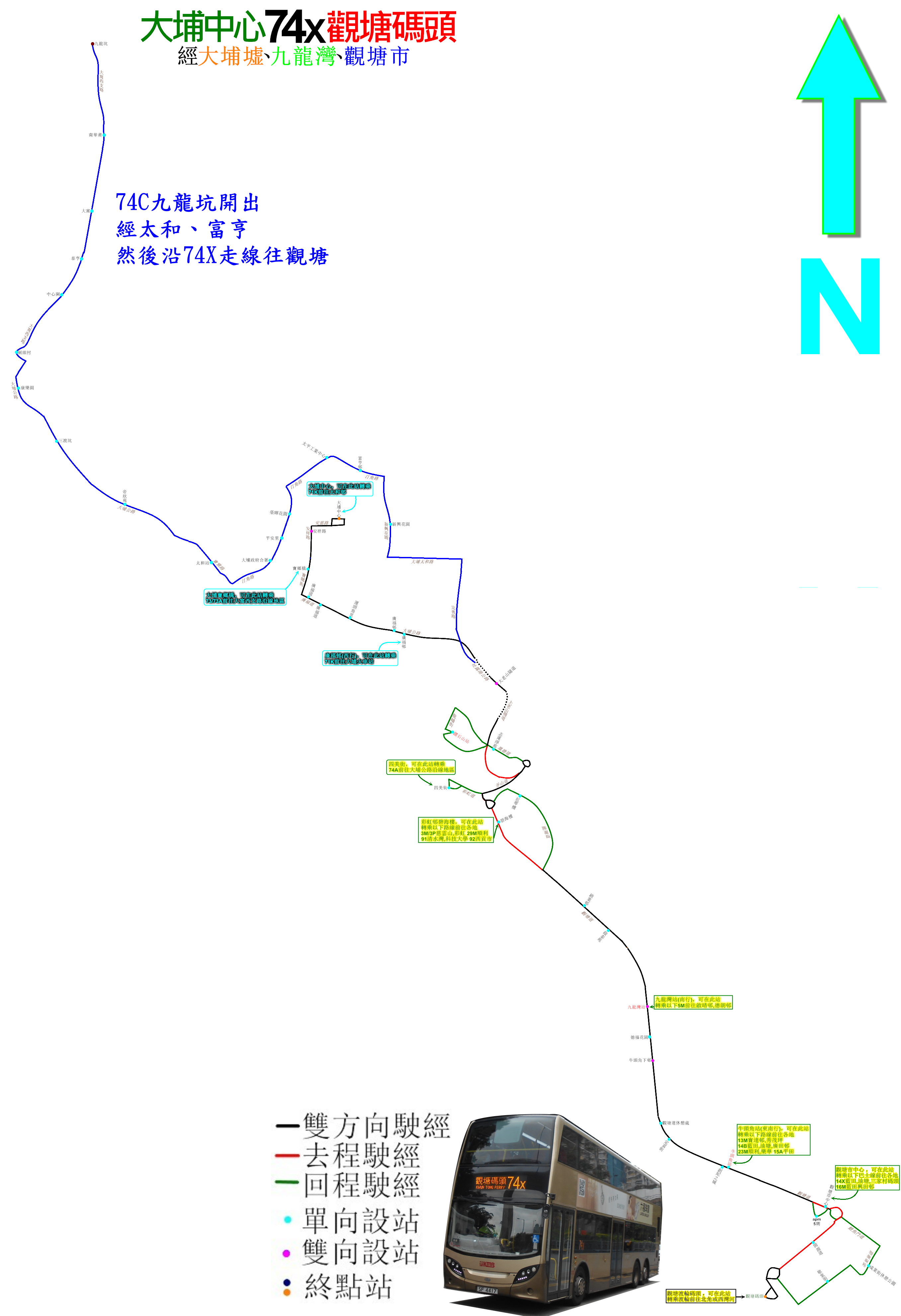
74X、74B及74C線的走線圖，當中藍線表示74C的走線，而棕線則表示74B才會駛經

2. 特別班次由 @ 號之分站開出，不停有 # 號的車站。

74B
| 大埔中心開 | 大埔中心開         | 大埔中心開         | 九龍灣開 | 九龍灣開                         | 九龍灣開                       |
| 序號       | 車站名稱           | 街道               | 序號     | 車站名稱                         | 街道                           |
| ---------- | ------------------ | ------------------ | -------- | -------------------------------- | ------------------------------ |
| 1          | 大埔中心巴士總站   | 大埔中心巴士總站   | 1        | 九龍灣巴士總站                   | 九龍灣公共運輸交匯處           |
| 2          | 安祥路             | 安祥路             | 2        | 臨華街                           | 宏照道                         |
| 3          | 廣福道轉車站（Y2） | 廣福道轉車站（Y2） | 3        | 牛池灣轉車站－彩虹邨紅萼樓（H7） | 龍翔道                         |
| 4          | 運頭角里           | 廣福道             | 4        | 啟翔苑                           | 鑽石山（彩虹道）公共運輸交匯處 |
| 5          | 廣福邨             | 大埔公路–元洲仔段  | 5        | 志蓮淨苑                         | 鳳德道                         |
| 6          | 大老山隧道（A2）   | 大老山公路         | 6        | 鑽石山站                         | 鑽石山站公共運輸交匯處         |
| 7          | 臨華街             | 宏照道             | 7        | 大老山隧道（B1）                 | 大老山公路                     |
| 8          | 常怡道             | 常怡道             | 8        | 廣福邨                           | 大埔公路—元洲仔段              |
| 9          | 順業街             | 偉業街             | 9        | 廣福道轉車站（A2）               | 廣福道轉車站（A2）             |
| 10         | 勵業街             | 偉業街             | 10       | 廣福道轉車站-寶鄉橋（B2）        | 寶鄉街                         |
| 11         | 巧明街             | 偉業街             | 11       | 安祥路                           | 安祥路                         |
| 12         | 觀塘碼頭巴士總站   | 觀塘碼頭巴士總站   | 12       | 大埔中心巴士總站                 | 大埔中心巴士總站               |

74C
| 1                              | 九龍坑                        | 大窩西支路       |
| 2                              | 南華莆                        | 大窩西支路       |
| 3                              | 大窩                          | 大窩西支路       |
| 4                              | 泰亨                          | 大窩西支路       |
| 5                              | 中心圍                        | 大窩西支路       |
| 6                              | 圍頭村                        | 大窩西支路       |
| 7                              | 康樂園                        | 大埔公路—大窩段  |
| 8                              | 三渡坑                        | 大埔公路—大窩段  |
| 9                              | 帝欣苑                        | 大埔公路—大窩段  |
| 10                             | 太和站                        | 太和巴士總站     |
| 11                             | 大埔政府合署                  | 汀角路           |
| 12                             | 平安里                        | 汀角路           |
| 13                             | 榮暉花園                      | 汀角路           |
| 14                             | 太平工業中心                  | 汀角路           |
| 15                             | 富亨邨                        | 汀角路           |
| 16                             | 新興花園                      | 南運路           |
| 完善路；吐露港公路；大老山公路 |                               |                  |
| 17                             | 大老山隧道（A2）              | 大老山公路       |
| 大老山隧道                     |                               |                  |
| 18                             | 彩虹轉車站-彩虹邨碧海樓（M5） | 彩虹邨通道       |
| 19                             | 啟業邨                        | 觀塘道           |
| 20                             | 九龍灣站（東九文化中心）      | 觀塘道           |
| 21                             | 牛頭角下邨                    | 觀塘道           |
| 22                             | 觀塘道休憩處                  | 觀塘道           |
| 23                             | 牛頭角站（V2）                | 觀塘道           |
| 24                             | 觀塘轉車站-觀塘市中心（T1）   | 觀塘道           |
| 25                             | 開源道                        | 開源道           |
| 26                             | 觀塘碼頭巴士總站              | 觀塘碼頭巴士總站 |

74D
| 九龍坑開 | 九龍坑開                      | 九龍坑開           | 觀塘碼頭開 | 觀塘碼頭開                       | 觀塘碼頭開         |
| 序號     | 車站名稱                      | 位置               | 序號       | 車站名稱                         | 位置               |
| -------- | ----------------------------- | ------------------ | ---------- | -------------------------------- | ------------------ |
| 1        | 九龍坑                        | 大窩西支路         | 1          | 觀塘碼頭巴士總站                 | 觀塘碼頭巴士總站   |
| 2        | 南華莆                        | 大窩西支路         | 2          | 敬業街                           | 敬業街             |
| 3        | 大窩                          | 大窩西支路         | 3          | 成業街休憩公園                   | 茶果嶺道           |
| 4        | 泰亨                          | 大窩西支路         | 4          | apm創紀之城5期（D3）             | 觀塘道             |
| 5        | 中心圍                        | 大窩西支路         | 5          | 觀塘轉車站-創紀之城（B1）        | 觀塘道             |
| 6        | 圍頭村                        | 大窩西支路         | 6          | 定富街                           | 觀塘道             |
| 7        | 康樂園                        | 大埔公路—大窩段    | 7          | 牛頭角下邨                       | 觀塘道             |
| 8        | 三渡坑                        | 大埔公路—大窩段    | 8          | 德福花園                         | 觀塘道             |
| 9        | 帝欣苑                        | 大埔公路—大窩段    | 9          | 九龍灣站                         | 觀塘道             |
| 10       | 太和站                        | 太和巴士總站       | 10         | 啟泰苑                           | 觀塘道             |
| 11       | 大埔政府合署                  | 汀角路             | 11         | 牛池灣轉車站－彩虹邨紅萼樓（H7） | 龍翔道             |
| 12       | 大埔舊墟公園                  | 大埔太和路         | 12         | 大老山隧道（B1）                 | 大老山公路         |
| 13       | 廣福道轉車站（Y2）            | 廣福道轉車站（Y2） | 13         | 馬料水公眾碼頭                   | 科學園路           |
| 14       | 運頭角里                      | 廣福道             | 14         | 水上活動中心                     | 科學園路           |
| 15       | 廣福邨                        | 大埔公路—元洲仔段  | 15         | 香港生物科技研究院               | 科學園路           |
| 16       | 白石角變電站                  | 創新路             | 16         | 科學園（第一期）                 | 創新路             |
| 17       | 天賦海灣                      | 創新路             | 17         | 科研路                           | 創新路             |
| 18       | 雲匯                          | 創新路             | 18         | 雲匯                             | 創新路             |
| 19       | 創新路                        | 創新路             | 19         | 白石角                           | 創新路             |
| 20       | 科研路                        | 創新路             | 20         | 白石角變電站                     | 創新路             |
| 21       | 科學園（第一期）              | 創新路             | 21         | 廣福邨                           | 大埔公路—元洲仔段  |
| 22       | 香港生物科技研究院            | 科學園路           | 22         | 廣福道轉車站（A2）               | 廣福道轉車站（A2） |
| 23       | 水上活動中心                  | 科學園路           | 23         | 廣福道轉車站-寶鄉橋（B4）        | 寶鄉街             |
| 24       | 馬料水公眾碼頭                | 科學園路           | 24         | 林村河畔                         | 大埔太和路         |
| 25       | 大老山隧道（A2）              | 大老山公路         | 25         | 太和廣場                         | 寶雅路             |
| 26       | 彩虹轉車站-彩虹邨碧海樓（M4） | 彩虹邨通道         | 26         | 帝欣苑                           | 大埔公路—大窩段    |
| 27       | 啟業邨                        | 觀塘道             | 27         | 康樂園                           | 大埔公路—大窩段    |
| 28       | 九龍灣站（東九文化中心）      | 觀塘道             | 28         | 圍頭村                           | 大埔公路—大窩段    |
| 29       | 牛頭角下邨                    | 觀塘道             | 29         | 中心圍                           | 大窩西支路         |
| 30       | 觀塘道休憩處                  | 觀塘道             | 30         | 泰亨                             | 大窩西支路         |
| 31       | 牛頭角站（V2）                | 觀塘道             | 31         | 大窩                             | 大窩西支路         |
| 32       | 觀塘轉車站-觀塘市中心（T1）   | 觀塘道             | 32         | 南華莆                           | 大窩西支路         |
| 33       | 開源道                        | 開源道             | 33         | 九龍坑                           | 大窩西支路         |
| 34       | 觀塘碼頭巴士總站              | 觀塘碼頭巴士總站   |            |                                  |                    |

74P
| 大埔中心開 | 大埔中心開                    | 大埔中心開        | 觀塘碼頭開 | 觀塘碼頭開                       | 觀塘碼頭開        |
| 序號       | 車站名稱                      | 位置              | 序號       | 車站名稱                         | 位置              |
| ---------- | ----------------------------- | ----------------- | ---------- | -------------------------------- | ----------------- |
| 1*         | 大埔中心巴士總站              | 大埔中心巴士總站  | 1          | 觀塘碼頭巴士總站                 | 觀塘碼頭巴士總站  |
| 2*         | 新興花園                      | 南運路            | 2          | 敬業街                           | 敬業街            |
| 3*         | 廣福邨廣智樓                  | 南運路            | 3          | 成業街休憩公園                   | 茶果嶺道          |
| 4*         | 廣福球場                      | 南運路            | 4          | apm創紀之城5期（D3）             | 觀塘道            |
| 5*         | 廣福邨                        | 大埔公路—元洲仔段 | 5          | 觀塘道轉車站-創紀之城（B1）      | 觀塘道            |
| 6*         | 白石角變電站                  | 創新路            | 6          | 定富街                           | 觀塘道            |
| 7*         | 天賦海灣                      | 創新路            | 7          | 牛頭角下邨                       | 觀塘道            |
| 8*         | 雲匯                          | 創新路            | 8          | 德福花園                         | 觀塘道            |
| 9*         | 創新路                        | 創新路            | 9          | 九龍灣站                         | 觀塘道            |
| @          | 香港科學園第三期              | 科技大道西        | 10         | 啟泰苑                           | 觀塘道            |
| 10         | 科研路                        | 創新路            | 11         | 牛池灣轉車站－彩虹邨紅萼樓（H7） | 龍翔道            |
| 11         | 科學園（第一期）              | 創新路            | 12         | 大老山隧道（B1）                 | 大老山公路        |
| 12         | 香港生物科技研究院            | 科學園路          | 13         | 馬料水公眾碼頭                   | 科學園路          |
| 13         | 水上活動中心                  | 科學園路          | 14         | 水上活動中心                     | 科學園路          |
| 14         | 馬料水公眾碼頭                | 科學園路          | 15         | 香港生物科技研究院               | 科學園路          |
| 15         | 大老山隧道（A2）              | 大老山公路        | 16         | 科學園（第一期）                 | 創新路            |
| 16         | 彩虹轉車站-彩虹邨碧海樓（M4） | 彩虹邨通道        | 17         | 科研路                           | 創新路            |
| 17         | 啟業邨                        | 觀塘道            | 18         | 雲匯                             | 創新路            |
| 18         | 九龍灣站（東九文化中心）      | 觀塘道            | 19         | 白石角                           | 創新路            |
| 19         | 牛頭角下邨                    | 觀塘道            | 20         | 白石角變電站                     | 創新路            |
| 20         | 觀塘道休憩處                  | 觀塘道            | 21         | 廣福邨                           | 大埔公路—元洲仔段 |
| 21         | 牛頭角站（V2）                | 觀塘道            | 22         | 廣福球場                         | 南運路            |
| 22         | 觀塘道轉車站-觀塘市中心（T1） | 觀塘道            | 23         | 林村河                           | 南運路            |
| 23         | 開源道                        | 開源道            | 24         | 大埔中心第五期                   | 南運路            |
| 24         | 觀塘碼頭巴士總站              | 觀塘碼頭巴士總站  | 25         | 大埔中心巴士總站                 | 大埔中心巴士總站  |

- 註：

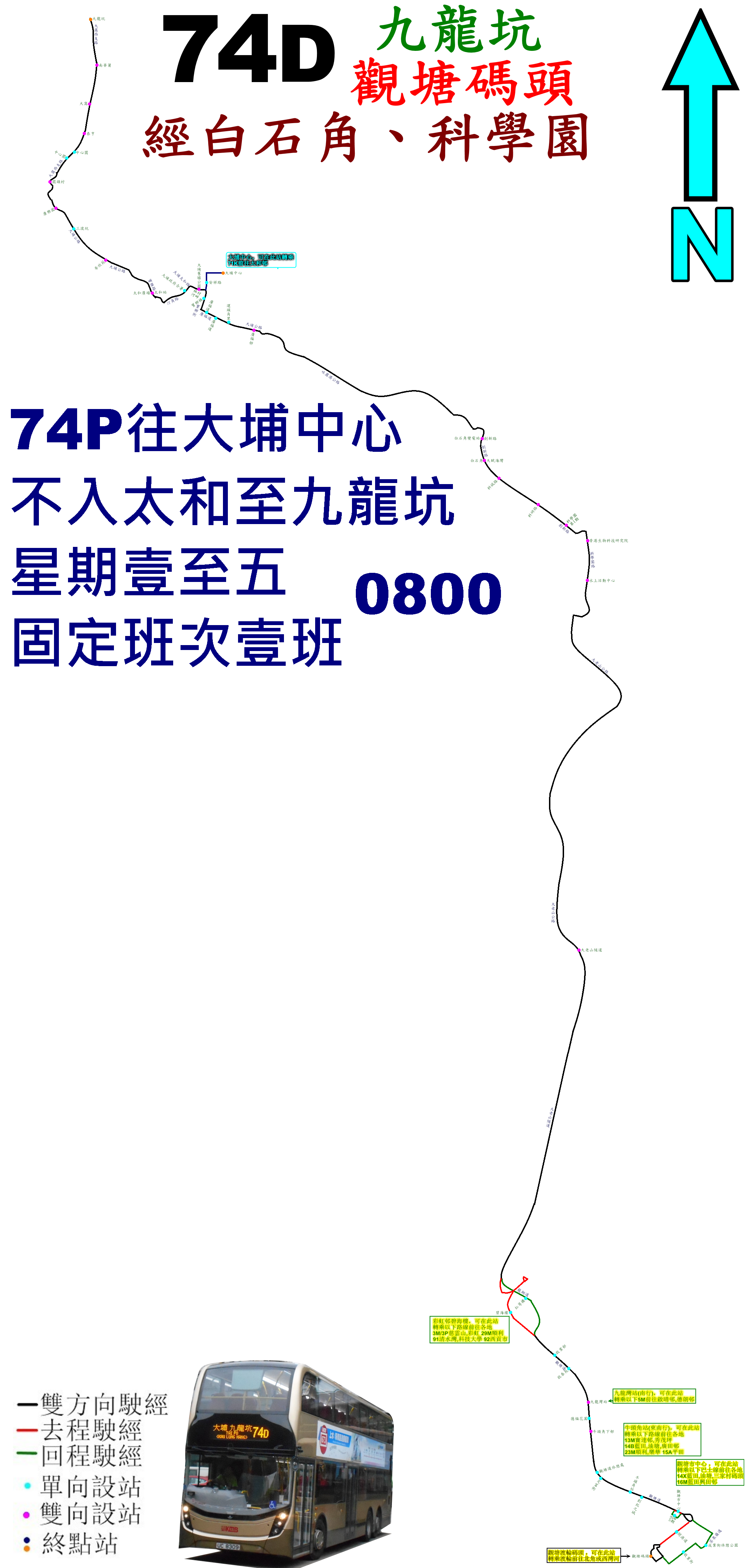
74D線及74P線的走線圖，當中深藍線表示74P的走線

  - 香港科學園特別班次由 @ 號之分站開出，不停有∗的車站。

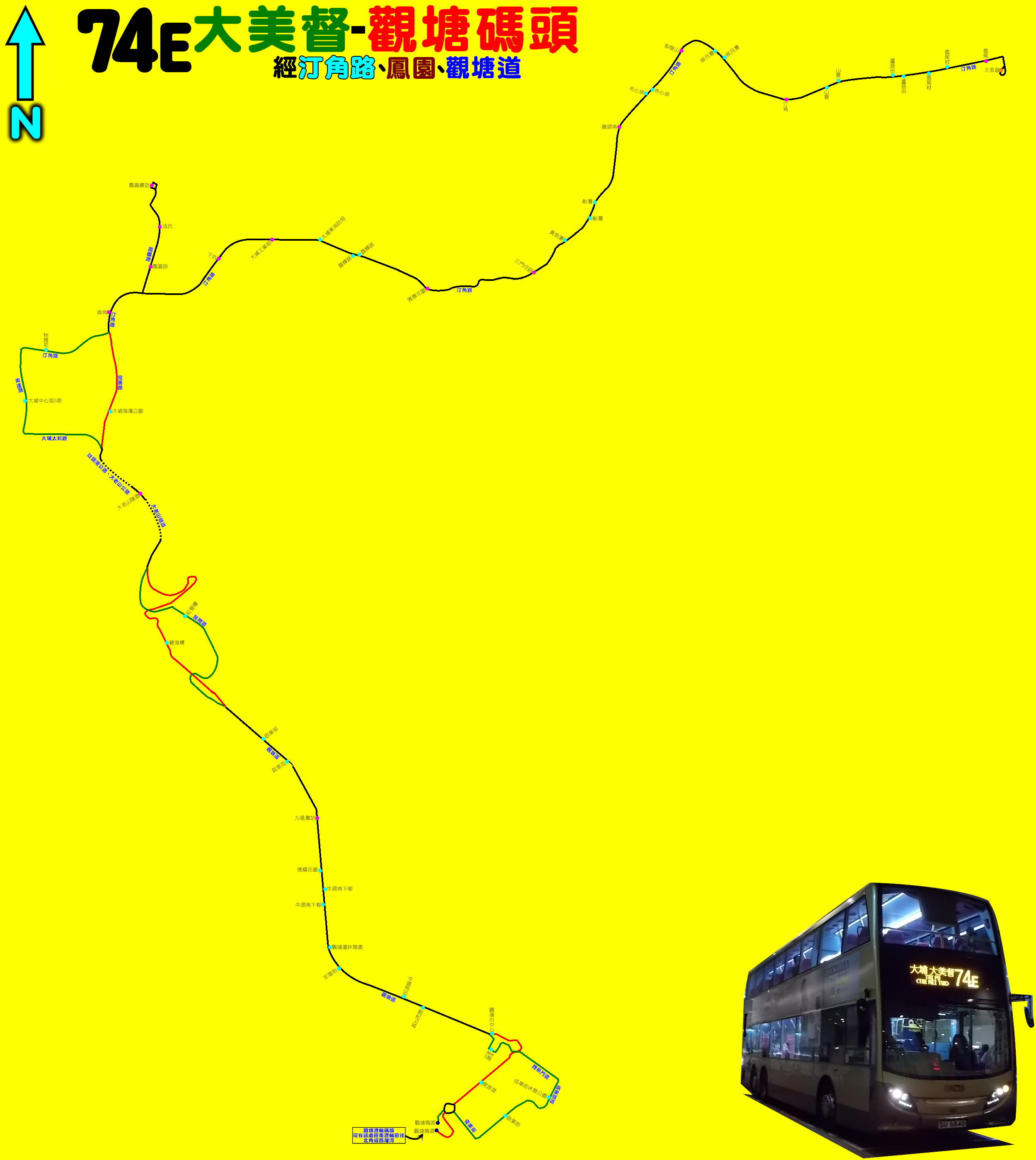
74E線的走線圖

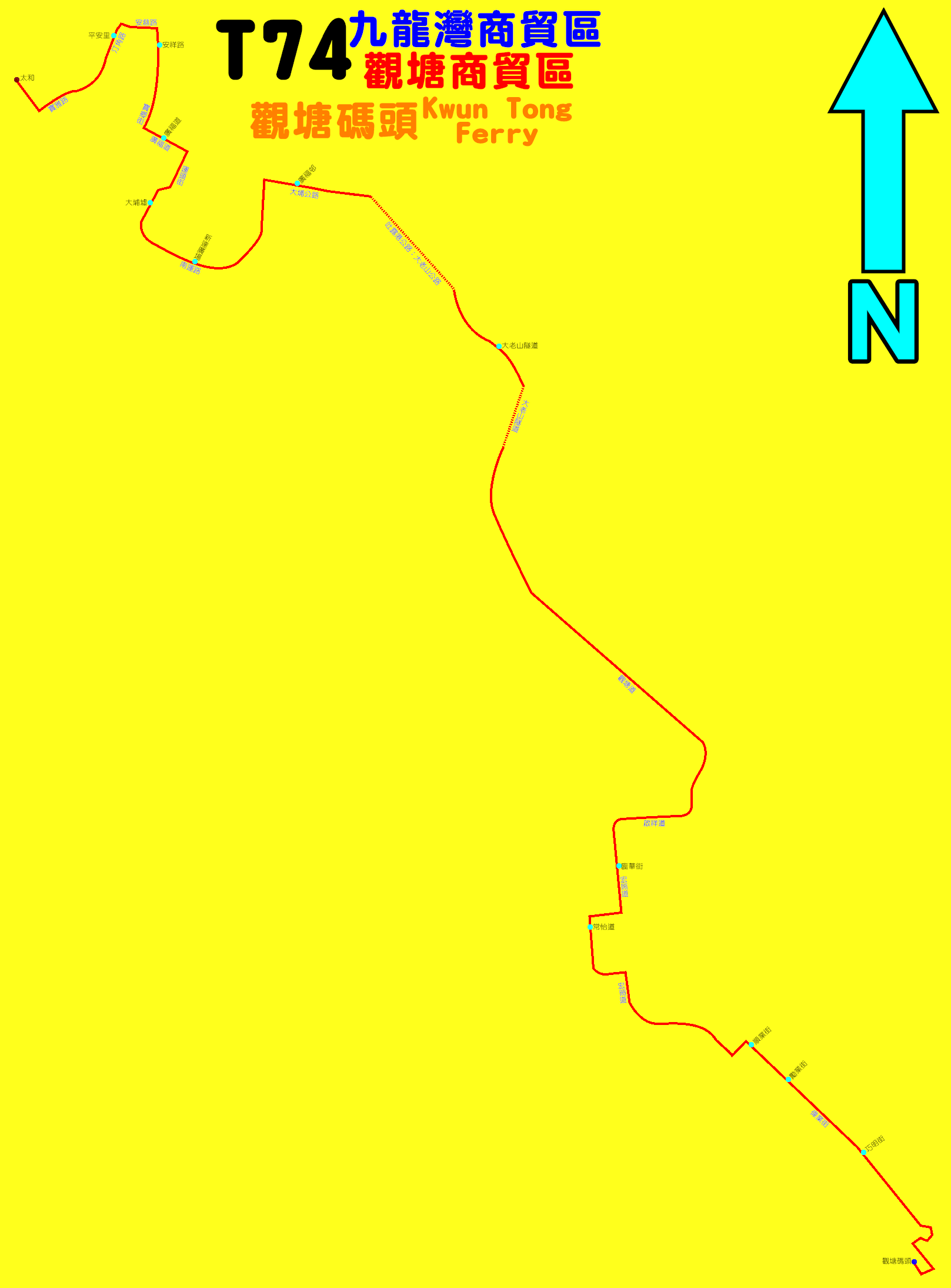
T74線的走線圖

74E
| 大美督開 | 大美督開                      | 大美督開             | 觀塘碼頭開 | 觀塘碼頭開                       | 觀塘碼頭開       |
| 序號     | 車站名稱                      | 位置                 | 序號       | 車站名稱                         | 位置             |
| -------- | ----------------------------- | -------------------- | ---------- | -------------------------------- | ---------------- |
| 1        | 大美督巴士總站                | 大美督公共運輸交匯處 | 1          | 觀塘碼頭巴士總站                 | 觀塘碼頭巴士總站 |
| 2        | 龍尾                          | 汀角路               | 2          | 敬業街                           | 敬業街           |
| 3        | 龍尾村                        | 汀角路               | 3          | 成業街休憩公園                   | 茶果嶺道         |
| 4        | 蘆慈田（龍尾泳灘）            | 汀角路               | 4          | apm創紀之城5期（D3）             | 觀塘道           |
| 5        | 山寮                          | 汀角路               | 5          | 觀塘道轉車站-創紀之城（B1）      | 觀塘道           |
| 6        | 汀角                          | 汀角路               | 6          | 定富街                           | 觀塘道           |
| 7        | 映月灣                        | 汀角路               | 7          | 牛頭角下邨                       | 觀塘道           |
| 8        | 犁壁山                        | 汀角路               | 8          | 德福花園                         | 觀塘道           |
| 9        | 布心排                        | 汀角路               | 9          | 九龍灣站                         | 觀塘道           |
| 10       | 䃟頭角                        | 汀角路               | 10         | 啟泰苑                           | 觀塘道           |
| 11       | 船灣                          | 汀角路               | 11         | 牛池灣轉車站－彩虹邨紅萼樓（H7） | 龍翔道           |
| 12       | 三門仔路                      | 汀角路               | 12         | 大老山隧道（B1）                 | 大老山公路       |
| 13       | 雅景花園                      | 汀角路               | 13         | 大埔中心第五期                   | 南運路           |
| 14       | 露輝路                        | 汀角路               | 14         | 怡雅苑                           | 汀角路           |
| 15       | 大埔工業邨                    | 汀角路               | 15         | 魚角                             | 汀角路           |
| 16       | 下坑                          | 汀角路               | 16         | 鳳園                             | 鳳園巴士總站     |
| 17       | 鳳園                          | 鳳園巴士總站         | 17         | 流坑                             | 鳳園路           |
| 18       | 流坑                          | 鳳園路               | 18         | 鳳園路                           | 鳳園路           |
| 19       | 鳳園路                        | 鳳園路               | 19         | 下坑                             | 汀角路           |
| 20       | 魚角                          | 汀角路               | 20         | 大貴街                           | 汀角路           |
| 21       | 大埔海濱公園                  | 完善路               | 21         | 大埔東消防局                     | 汀角路           |
| 22       | 大老山隧道（A2）              | 大老山公路           | 22         | 露輝路                           | 汀角路           |
| 23       | 彩虹轉車站-彩虹邨碧海樓（M5） | 彩虹邨通道           | 23         | 雅景花園                         | 汀角路           |
| 24       | 啟業邨                        | 觀塘道               | 24         | 三門仔路                         | 汀角路           |
| 25       | 九龍灣站（東九文化中心）      | 觀塘道               | 25         | 黃魚灘                           | 汀角路           |
| 26       | 牛頭角下邨                    | 觀塘道               | 26         | 船灣                             | 汀角路           |
| 27       | 觀塘道休憩處                  | 觀塘道               | 27         | 䃟頭角                           | 汀角路           |
| 28       | 牛頭角站（V2）                | 觀塘道               | 28         | 布心排                           | 汀角路           |
| 29       | 觀塘轉車站-觀塘市中心（T1）   | 觀塘道               | 29         | 犁壁山                           | 汀角路           |
| 30       | 開源道                        | 開源道               | 30         | 映月灣                           | 汀角路           |
| 31       | 觀塘碼頭巴士總站              | 觀塘碼頭巴士總站     | 31         | 汀角                             | 汀角路           |
|          |                               |                      | 32         | 山寮                             | 汀角路           |
| 33       | 蘆慈田                        |                      |            |                                  | 汀角路           |
| 34       | 龍尾村                        |                      |            |                                  | 汀角路           |
| 35       | 龍尾                          |                      |            |                                  | 汀角路           |
| 36       | 大美督巴士總站                | 大美督公共運輸交匯處 |            |                                  |                  |

74F
| 觀塘碼頭開 | 觀塘碼頭開                    | 觀塘碼頭開           | 香港教育大學開 | 香港教育大學開                | 香港教育大學開       |
| 序號       | 車站名稱                      | 位置                 | 序號           | 車站名稱                      | 位置                 |
| ---------- | ----------------------------- | -------------------- | -------------- | ----------------------------- | -------------------- |
| 1          | 觀塘碼頭巴士總站              | 觀塘碼頭巴士總站     | 1              | 香港教育大學巴士總站          | 露屏路公共運輸交匯處 |
| 2          | 敬業街                        | 敬業街               | 2              | 大昌街                        | 大昌街               |
| 3          | 成業街休憩公園                | 茶果嶺道             | 3              | 大發街                        | 汀角路               |
| 4          | apm創紀之城5期（D3）          | 觀塘道               | 4              | 魚角                          | 汀角路               |
| 5          | 觀塘道轉車-創紀之城（B1）     | 觀塘道               | 5              | 大埔海濱公園                  | 完善路               |
| 6          | 定富街                        | 觀塘道               | 6              | 大老山隧道（A2）              | 大老山公路           |
| 7          | 牛頭角下邨                    | 觀塘道               | 7              | 彩虹轉車站-彩虹邨碧海樓（M5） | 彩虹邨通道           |
| 8          | 德福花園                      | 觀塘道               | 8              | 啟業邨                        | 觀塘道               |
| 9          | 九龍灣站                      | 觀塘道               | 9              | 九龍灣站（東九文化中心）      | 觀塘道               |
| 10         | 啟泰苑                        | 觀塘道               | 10             | 牛頭角下邨                    | 觀塘道               |
| 11         | 彩虹轉車站-彩虹邨紅萼樓（H7） | 龍翔道               | 11             | 觀塘道休憩處                  | 觀塘道               |
| 12         | 大老山隧道（B1）              | 大老山公路           | 12             | 牛頭角站（V2）                | 觀塘道               |
| 13         | 大埔海濱公園                  | 完善路               | 13             | 觀塘轉車站-觀塘市中心（T1）   | 觀塘道               |
| 14         | 魚角                          | 汀角路               | 14             | 開源道                        | 開源道               |
| 15         | 大發街                        | 汀角路               | 15             | 觀塘碼頭巴士總站              | 觀塘碼頭巴士總站     |
| 16         | 大昌街                        | 大昌街               |                |                               |                      |
| 17         | 大埔工業邨                    | 大埔工業邨巴士總站   |                |                               |                      |
| 18         | 大貴街                        | 汀角路               |                |                               |                      |
| 19         | 大埔東消防局                  | 汀角路               |                |                               |                      |
| 20         | 香港教育大學巴士總站          | 露屏路公共運輸交匯處 |                |                               |                      |

T74
| 梧桐寨開 | 梧桐寨開             | 梧桐寨開           | 觀塘碼頭開 | 觀塘碼頭開                | 觀塘碼頭開       |
| 序號     | 車站名稱             | 位置               | 序號       | 車站名稱                  | 位置             |
| -------- | -------------------- | ------------------ | ---------- | ------------------------- | ---------------- |
| 1        | 梧桐寨               | 林錦公路           | 1          | 觀塘碼頭巴士總站          | 觀塘碼頭巴士總站 |
| 2        | 寨乪路               | 林錦公路           | 2          | 巧明街                    | 偉業街           |
| 3        | 寨乪                 | 林錦公路           | 3          | 順業街                    | 偉業街           |
| 4        | 麻布尾               | 林錦公路           | 4          | 臨華街                    | 宏照道           |
| 5        | 水窩                 | 林錦公路           | 5          | 大老山隧道（B1）          | 大老山公路       |
| 6        | 坪朗                 | 林錦公路           | 6          | 運頭塘邨運亨樓            | 達運道           |
| 7        | 新塘                 | 林錦公路           | 7          | 大埔墟街市                | 運頭街           |
| 8        | 新村                 | 林錦公路           | 8          | 寶鄉街                    | 寶鄉街           |
| 9        | 鍾屋村               | 林錦公路           | 9          | 廣福道轉車站-寶鄉橋（B4） | 寶鄉街           |
| 10       | 放馬莆（林村許願樹） | 林錦公路           | 10         | 安祥路                    | 安祥路           |
| 11       | 坑下甫               | 林錦公路           | 11         | 安慈路                    | 汀角路           |
| 12       | 較寮下               | 林錦公路           | 12         | 太和廣場                  | 寶雅路           |
| 13       | 康樂園               | 大埔公路－大窩段   | 13         | 帝欣苑                    | 大埔公路—大窩段  |
| 14       | 三渡坑               | 大埔公路－大窩段   | 14         | 康樂園                    | 大埔公路—大窩段  |
| 15       | 帝欣苑               | 大埔公路－大窩段   | 15         | 較寮下                    | 林錦公路         |
| 16       | 太和站               | 太和巴士總站       | 16         | 坑下甫                    | 林錦公路         |
| 17       | 平安里               | 汀角路             | 17         | 放馬莆（林村許願樹）      | 林錦公路         |
| 18       | 安祥路               | 安祥路             | 18         | 鍾屋村                    | 林錦公路         |
| 19       | 廣福道轉車站（Y2）   | 廣福道轉車站（Y2） | 19         | 新村                      | 林錦公路         |
| 20       | 大埔墟               | 運頭街             | 20         | 新塘                      | 林錦公路         |
| 21       | 運頭塘邨             | 運頭塘邨巴士總站   | 21         | 坪朗                      | 林錦公路         |
| 22       | 大老山隧道（A2）     | 大老山公路         | 22         | 大庵                      | 林錦公路         |
| 23       | 臨華街               | 宏照道             | 23         | 麻布尾                    | 林錦公路         |
| 24       | 常怡道               | 常怡道             | 24         | 寨乪                      | 林錦公路         |
| 25       | 順業街               | 偉業街             | 25         | 梧桐寨                    | 林錦公路         |
| 26       | 勵業街               | 偉業街             |            |                           |                  |
| 27       | 巧明街               | 偉業街             |            |                           |                  |
| 28       | 觀塘碼頭巴士總站     | 觀塘碼頭巴士總站   |            |                           |                  |

## 客量
74X行車路線直接，以服務大埔人流高企地帶（大埔中心、大埔墟及廣福邨）為主，並取道吐露港公路、大老山公路及大老山隧道直達九龍東，而且行車時間較短及收費較低廉，如果乘搭港鐵來往大埔及觀塘區，需要在大圍站及鑽石山站或在九龍塘站轉車，而且十分擠逼，加上大埔墟站與本線在大埔的服務範圍有相當的距離，所以本線客量一直維持高水平，非繁忙時間即使提供8分鐘密度稍減的班次，客量仍然不俗。在早上繁忙時間，本線經常在首數個站就已出現「頂閘」的情況，有見及此，九巴在早上繁忙時間安排了2條特別班次，分別由運頭塘邨及廣福邨開出，以及晚上繁忙時間安排了特別班次274X由觀塘單向特快返回大埔，在停靠啟泰苑後直接駛上觀塘繞道進入大老山隧道，中途不停彩虹邨、新蒲崗及鑽石山。本線的客源除了往來東九龍的大埔居民外，更有港島東區及將軍澳的居民也選擇前往觀塘轉乘本線往來大埔。值得一提，本線曾為九巴盈利最高的獨營路線。
作為74X分支路線，74D需繞經香港科學園，而且大多數班次都是一小時才一班，因此大部分乘客均不會刻意等候，多數情況下乘客只會見到有車才上，而且此線全程收費和由大老山隧道及廣福邨起的分段收費均高於主線，故較少往新界方向之乘客轉投，但在繁忙時間因「頂閘」而不能登上主線的乘客會轉投，從而起了「執雞」的作用。雖然如此，平日非繁忙時間時大部分班次客量仍然長期偏低，但於星期六日也能吸引乘客乘搭此線前往白石角，因此客量較佳。此路線於九龍坑的總站鄰近和合石，春秋二祭不乏掃墓人士選乘，唯該總站沒有充足位置給予巴士停泊，用車在開出前停泊在和興路「和興村」站等候，直至接近編定時間才駛往九龍坑載客，有見及此，北區區議會議員希望此路線延長至華明邨，以輔助277X線，但大埔區議會議員對此十分關注，並引起網上罵戰。
74E線深受船灣居民歡迎，巴士往往駛進鳳園谷時經已滿座甚至頂閘，嵐山居民經常難以登車，而且早上班次偶有脫班，以及黃昏班次過少為人詬病。
74P線提供上午繁忙時間由觀塘區直達香港科學園以及由白石角直達九龍東的公共交通服務，客量維持高水平，不時頂閘；根據歷年巴士路線計劃中的資料顯示，載客率如下：
2018年：最繁忙一小時的載客率為54%。
2020年：最繁忙一小時的載客率為72%。
根據歷年巴士路線計劃中的資料顯示，T74線載客率如下：
2020年：最繁忙一小時內的載客率為67%。
2021年：最繁忙一小時內的載客率為50%。

## 小資料
- 主線班次頻密，繁忙時間班次達到3分鐘一班，目前全線（包括74D及274X）共派車48輛，全線車隊均為12米及12.8米雙層空調巴士，成為大埔區派車數量最多的巴士路線。

- 主線一度成為九巴盈利能力最高的巴士路線（根據2012年九巴的中期業績報告，B1線已取代本線榮登現時九巴盈利最高的巴士路線）[24]。

- 主線支持絕大部份由大埔來往九龍東的客流量。而整個大埔遠離鐵路的地區廣泛，憑藉主線的直接定線（在正常情況下，由觀塘apm往大埔廣福邨只需要35分鐘，由大埔廣福邨往觀塘apm只需要25分鐘），便宜的收費和頻密的班次，在平日繁忙時間及假日因而經常出現「頂閘」情況，而且基本上沒有能夠和主線及其輔助路線競爭的對手：

1. 紅色小巴收費比主線貴，而且迂迴（不能行駛吐露港公路和大老山隧道，只可利用大埔公路、沙田路、獅子山隧道及龍翔道）。
2. 港鐵一來需要轉車，二來收費昂貴，三來由於繁忙時間港鐵客量非常高，在九龍塘站或在大圍站和鑽石山站經常需要等候數班列車才能登車，加上大埔墟站遠離市中心，種種因素造就了主線在地理上的優勢。
3. 74A走線迂迴而且行車時間長（須經大埔公路、大涌橋路、獅子山隧道和龍翔道）且不駛經牛頭角及觀塘，加上全程收費比主線貴，班次亦太疏落（現時為60分鐘一班）。

## 外部連結
- 九巴74X線官方網站路線資料 （页面存档备份，存于）